# Gisements de sulfures massifs des fonds marins

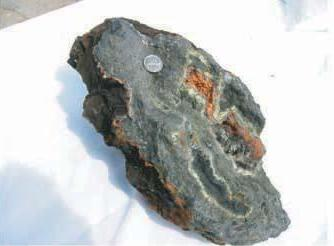
Échantillon de sulfures massifs du fond marin prélevé dans le champ hydrothermal de Magic Mountain, Colombie-Britannique, Canada

Les gisements de sulfures massifs des fonds marins ou gisements SMS (équivalents des anciens gisements de minerais de sulfures massifs volcanogènes ou gisements VMS) sont des dépôts minéraux riches en sulfures métalliques qui se forment au fond des océans. Le terme a été inventé par les chercheurs de minéraux pour différencier les gisements modernes des anciens.
Les gisements de sulfures massifs des fonds marins ont été reconnus pour la première fois lors de l'exploration des profondeurs océaniques et des centres de dispersion des dorsales médio-océaniques au début des années 1960. Des sous-marins de recherche océanique, des bathysphères et des véhicules télécommandés ont visité et prélevé des échantillons de cheminées hydrothermales, et il est depuis longtemps reconnu que de telles cheminées contiennent des teneurs appréciables en cuivre, plomb, zinc, argent, or et autres métaux traces.
Les dépôts de sulfures massifs des fonds marins se forment dans les profondeurs autour des arcs volcaniques sous-marins, où des sources hydrothermales émettent des fluides minéralisants, riches en sulfures dans l'océan.
Les dépôts de sulfures massifs des fonds marins s'étendent latéralement et comprennent un monticule central autour de la zone d'émission des fluides hydrothermaux, entouré d'un large tablier de limon sulfuré non consolidé ou de limon, qui précipite sur le fond marin.
À partir d'environ 2008, des avancées technologiques ont été réalisées pour l'exploitation minière des fonds marins.

## Minéraux
La minéralisation dans les systèmes magmatiques-hydrothermaux sous-marins est le résultat de l'échange chimique et thermique entre l'océan, la lithosphère et les magmas présents. Au cours des différentes étapes typiques de minéralisation qui marquent la durée de vie de ces systèmes, différentes associations minérales précipitent,,.
Les minéraux impliqués dans un système hydrothermal ou un gisement de sulfures massifs volcanogènes fossiles se déposent de manière passive ou réactive. Les associations minérales peuvent varier :
1. Dans différentes structures minéralisées, soit syngénétiques (c'est-à-dire des précipitations passives dans les cheminées, monticules et dépôts stratiformes) ou épigénétiques (structures correspondant à des canaux nourriciers et remplacements de roches encaissantes ou de corps sulfurés massifs préexistants).
2. D'associations proximales à distales par rapport aux zones de ventilation au sein du même horizon stratigraphique, ou zonation horizontale.
3. D'associations profondes à peu profondes (par exemple, des stockwerks aux monticules), ou zonation verticale.
4. Depuis les stades précoces et primaires jusqu'aux stades tardifs de la minéralisation (dominés respectivement par les sulfures, et les sulfates ou oxydes), ou zonation temporelle.
5. Dans divers contextes volcano-sédimentaires, dépendant essentiellement de la composition des roches volcaniques et, in fine, du contexte tectonomagmatique.

Les minéraux les plus courants dans les associations minéralisées des gisements de sulfures massifs volcanogènes (non métamorphisés ou oxydés) et leurs analogues modernes sont la pyrite, la pyrrhotite, la chalcopyrite, la covellite, la sphalérite, la galène, la tétraédrite - tennantite, la marcassite, le réalgar, l'orpiment, la proustite - pyrargyrite, la wurtzite, la stannite (sulfure), les oxydes de Mn, la cassitérite, la magnétite, l'hématite (oxyde), la barytine, l'anhydrite (sulfate), la calcite, la sidérite (carbonate), le quartz et l'or natif. Ces minéraux se répartissent différemment dans les différentes associations décrites ci-dessus.
Les assemblages d'altération hydrothermale les plus courants sont l'altération chloritique (y compris ceux riches en magnésium) et phyllitique (dominée par la « séricite », principalement l'illite), ainsi que la silicification, l'altération talqueuse profonde et peu profonde et ferrugineuse (y compris les oxydes, carbonates et sulfures de fer).

## Enjeu économique
L'extraction économique des gisements de sulfures massifs des fonds marins n'est pas encore active, la principale complication étant les profondeurs d'eau extrêmes auxquelles ces gisements se forment. Cependant, de vastes zones apparentes des zones périphériques de ces cheminées hydrothermales contiennent un suintement de sulfure qui pourrait, en théorie, être aspiré du fond marin. L'entreprise Nautilus Minerals Inc. s'était engagée dans l'exploration commerciale des fonds marins à la recherche de gisements de sulfures massifs (SMS) de cuivre, d'or, d'argent et de zinc et dans l'extraction de ces minéraux d'un système SMS. Le projet Solwara 1 de Nautilus, situé à 1,6 kilomètre de profondeur d'eau dans la mer de Bismarck, en Papouasie-Nouvelle-Guinée, était la première tentative minière en haute mer au monde, dont la première production était initialement prévue en 2017,. Cependant, Nautilus fait faillite en 2019 sans avoir obtenu de financement pour le projet.
Le parlement européen et des organisations écologistes comme Greenpeace s'opposent à toute exploitation minière en haute mer en raison des risques encourus par les écosystèmes de façon directe, mais aussi indirecte en déstabilisant les niveaux de carbone dans les océans et réduisant ainsi leur capacité à atténuer la hausse des températures mondiales.

### Dépôts SMS connus
Le forage en haute mer, les levés bathymétriques sismiques et le forage en haute mer pour l'exploration minérale ont délimité plusieurs zones dans le monde avec des gisements de sulfures massifs des fonds marins potentiellement économiquement viables, notamment :
- Le Bassin de Lau
  - Arc Volcanique de Kermadec
  - Crête de Colville
- La Mer de Bismarck
- L'Auge d'Okinawa
- Le Bassin nord des Fidji (voir les récifs d'Entrecasteaux)
- La mer Rouge